# Gustaf Flink
Gustaf Flink (Skaraborg, 18 gennaio 1849 – Älvsjö, 11 gennaio 1931) è stato un mineralogista svedese.
Noto per aver scoperto nove nuove specie di minerali a Narsarsuk in Groenlandia e per il suo interesse a livello mineralogico sulla località di Långban in Svezia.

## Biografia
Flink nacque nel villaggio di Ås presso Skaraborg. Conseguì il diploma di insegnante elementare nel 1869 a Göteborg ed insegnò presso le scuole elementari di Stoccolma dal 1871 al 1904. Per un breve periodo di tempo possedette e condusse una piccola fattoria a Finja. Nel 1881 studiò chimica con Ole Pettersson e nel 1883 studiò mineralogia presso l'Università di Stoccolma con Waldemar Christofer Brøgger. Nel 1883 si unì alla spedizione in Groenlandia di Adolf Erik Nordenskiöld visitando l'Islanda dove raccolse minerali e piante fossili, vi tornò anche nel 1893. Visitò la Groenlandia nel 1897 e, fra il 1889 ed il 1916, esplorò 12 volte gli Urali. Dal 1905 al 1916 fu curatore della collezione di minerali del Museo di storia naturale di Stoccolma.
Dopo il 1916 si dedicò soprattutto allo studio della località di notevole interesse mineralogico di  Långban che contribuì grandemente a preservare ed a descrivere. In questa località raccolse oltre 500 campioni di specie sconosciute fra le quali vennero scoperte almeno 20 nuove specie di minerali. Nel 1924 mise insieme una collezione di altri campioni rappresentativi delle specie sconosciute che inviò al mineralogista statunitense Charles Palache, questa collezione si trova presso il museo mineralogico di Harvard. Presso il museo di storia naturale di Stoccolma si trova una collezione degli oltre 10.000 campioni raccolti da Flink a Långban. Pubblicò oltre 40 articoli sulla mineralogia di Långban.

## Riconoscimenti
Nel 1889 una nuova specie  di minerale fu denominata flinkite in suo onore. Nel 1900 ricevette una laurea honoris causa dall'Università di Uppsala.

## Minerali scoperti da Gustaf Flink
- Acrocordite
- Britholite-(Ce)
- Pirobelonite

| Controllo di autorità | VIAF (EN) 77072222 · ISNI (EN) 0000 0000 1066 9884 · GND (DE) 116615745 |